# Spenglers bladsköldpadda
Spenglers bladsköldpadda (Geoemyda spengleri) är en sköldpaddsart som beskrevs av  Samuel Gottlieb Gmelin 1789. Arten ingår i släktet Geoemyda och familjen Geoemydidae. IUCN kategoriserar arten globalt som starkt hotad. Inga underarter finns listade i Catalogue of Life. Spenglers bladsköldpadda är döpt efter dansken Lorentz Spengler, förvaltare för det kongelige Kunstkammer i Köpenhamn som även var conchyliolog.

## Utbredning
Arten återfinns i södra Kina i provinserna Guangxi, Guangdong och Hainan samt i Vietnam och på de indonesiska öarna Borneo och Sumatra.